# Monetazione dagli Imperatori illirici a Carino
Per monetazione dagli Imperatori illirici a Carino si intende l'insieme delle monete emesse da Roma dall'imperatore Claudio il Gotico (268-270) fino all'imperatore Carino (282-285).

## Contesto storico

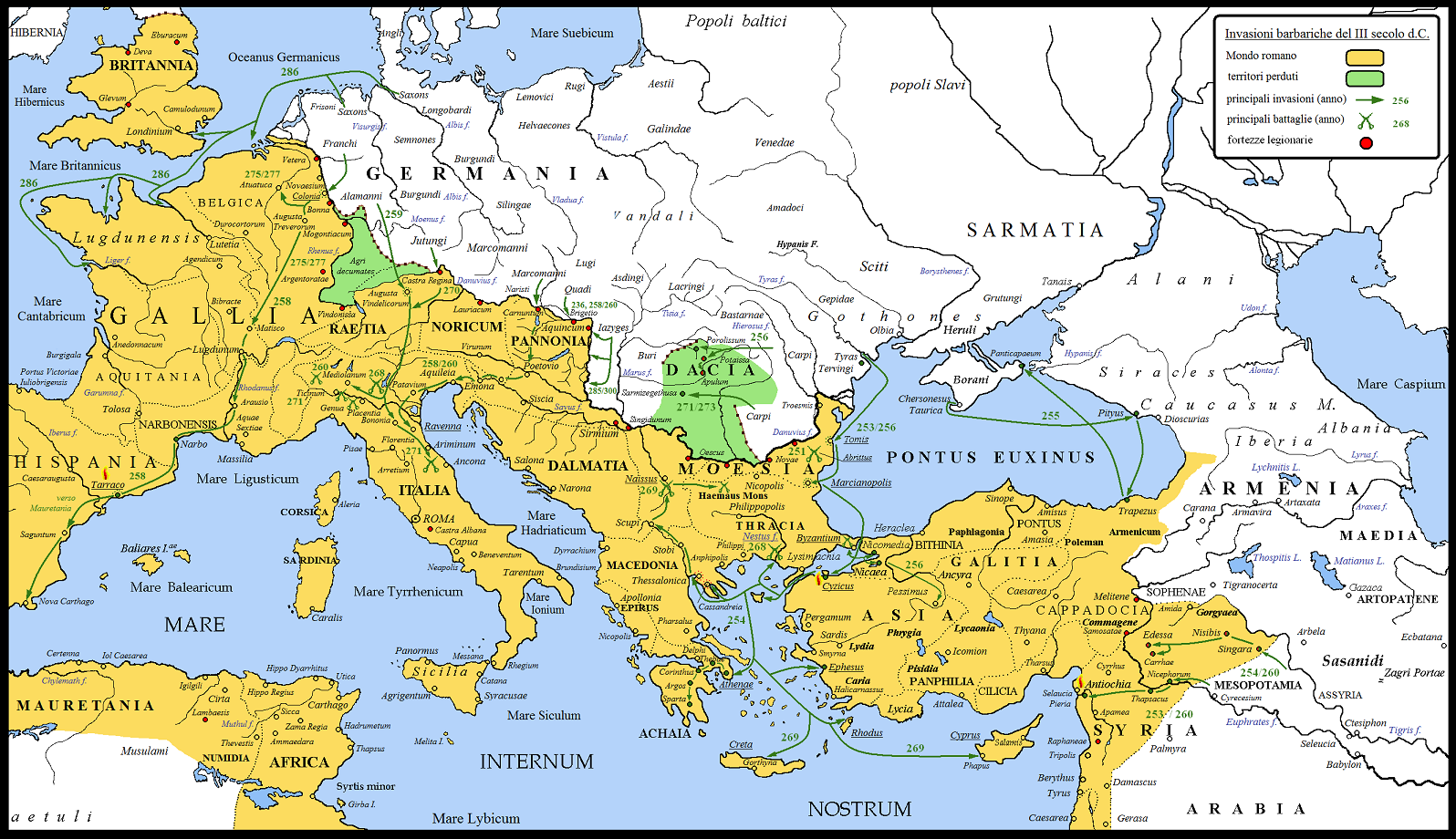
Le invasioni barbariche del III secolo.

Con la fine della dinastia dei Severi, il disastroso periodo dell'anarchia militare, nell'ambito della crisi del III secolo, portò l'Impero romano ad una progressiva decadenza ed agonia a livello di produzione agricola e di traffici commerciali, insieme ad un costante calo demografico, dovuto alle continue guerre civili, lungo i confini settentrionali ed orientali, oltre a carestie ed epidemie.
La vittoria di Claudio il Gotico contro i Goti nella battaglia di Naisso del 268 caratterizzò, però, una significativa svolta dall'inizio della crisi. Con lui, ma soprattutto con il suo successore Aureliano (270-275) tornarono sotto il dominio degli "Imperatori legittimi", sia l'impero delle Gallie sia il regno di Palmira, che si erano staccati dalla parte centrale durante il Principato di Gallieno: l'impero romano era nuovamente riunito. Vi è da aggiungere che il prezzo da pagare per la sopravvivenza e la riunificazione dell'Impero fu molto alto, anche in termini territoriali. Già sotto Gallieno (nel 260), vennero abbandonati in modo definitivo i cosiddetti Agri decumates, oltre ai territori della provincia delle Tre Dacie proprio sotto Aureliano (attorno al 271). Ad Aureliano succedette Marco Claudio Tacito, imperatore dal 275 al 276 e subito dopo Marco Annio Floriano, ma per pochissimo tempo. Di rilievo fu poi il suo successore Marco Aurelio Probo, imperatore dal 276 al 282 che si fece notare per aver sconfitto ripetutamente i barbari sul Reno e il Danubio.

## Claudio il Gotico (268-270) e Quintillo (270)

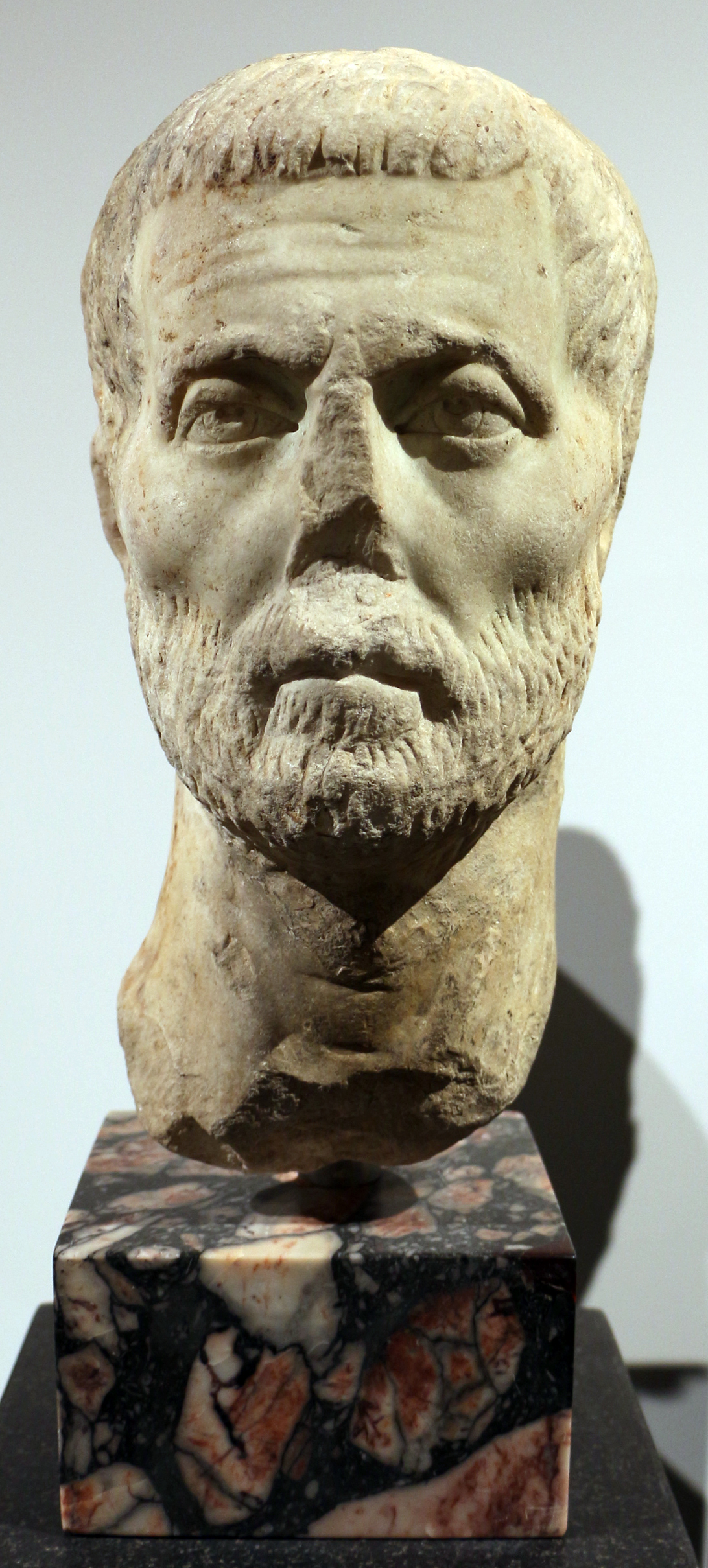
Ritratto di Claudio il Gotico dall'Antiquarium del Palatino a Roma.

Claudio il Gotico, il cui nome completo era Marco Aurelio Flavio Valerio Claudio (latino: Marcus Aurelius Flavius Valerius Claudius), regnò dal settembre/ottobre del 268 alla sua morte, comunque per un periodo di un solo anno e nove mesi, periodo troppo breve per poter porre in atto riforme in campo militare, finanziarie o sociali. Di stirpe illirica fu il primo di un gruppo di imperatori che nel III secolo cercarono di sistemare i gravi problemi dell'impero. Gli ottimi rapporti che ebbe con il senato di Roma, che trovarono il fondamento principale nella gratitudine della Curia romana per l'eliminazione di Gallieno, si manifestarono anche dopo la morte di Claudio con l'elezione ad Augusto del fratello Quintillo. Portò a termine la guerra con i Goti, meritandosi il titolo di Gothicus Maximus
| Titolatura imperiale  | Numero di volte   | Datazione evento |
| --------------------- | ----------------- | --- |
| Tribunicia potestas   | 3 anni:           | la prima nel 268, poi rinnovata ogni anno al 10 dicembre. |
| Consolato             | 3 volte:          | nel 268 (?), nel 269 e nel 270. |
| Titoli vittoriosi     |                   | Germanicus Maximus inizi del 269, Gothicus Maximus estate del 270 e Parthicus Maximus sempre nel 270.                                                                            |
| Salutatio imperatoria | almeno 4/5 volte: | la prima al momento della assunzione del potere imperiale, la seconda sembra entro la fine del 268, poi con l'assunzione dei titoli di Germanicus, Gothicus e Parthicus Maximus. |
| Altri titoli          |                   | Pontifex Maximus, Pater Patriae, Victor, Pius, Felix, Proconsul e Invictus nel 268.                                                                                              |

### Tematiche principali

#### Ascesa al trono: dalla fine di Aureolo alla visita di Roma
Claudio, una volta acclamato imperatore, ottenne la resa di Aureolo, il quale, una volta consegnatosi venne messo a morte ed ucciso da Aureliano, contro il parere dello stesso Claudio. Dopo aver affidato ad Aureliano la conduzione della guerra contro i barbari della Meotide si recò, in primis, a Roma per ottenere omaggiare il senato romano ed ottenere la ratifica del titolo di Augustus (conferitogli in precedenza dalle armate settentrionali), oltre ad ottenere il consolato per l'anno successivo e la deificazione di Gallieno. Claudio non volle commettere l'errore del suo predecessore, Massimino Trace (235-238), il quale, una volta ottenuta la porpora imperiale, non mise mai piede nella capitale, preferendo trascorrere il suo regno lungo i confini settentrionali, senza mai omaggiare il senato romano. La monetazione del periodo riporta l'aequitas o la felicitas dei tempi.
| Dalla fine di Aureolo alla visita di Roma e del Senato (fine del 268-inizi del 269) | Dalla fine di Aureolo alla visita di Roma e del Senato (fine del 268-inizi del 269) | Dalla fine di Aureolo alla visita di Roma e del Senato (fine del 268-inizi del 269) | Dalla fine di Aureolo alla visita di Roma e del Senato (fine del 268-inizi del 269) | Dalla fine di Aureolo alla visita di Roma e del Senato (fine del 268-inizi del 269)                                              | Dalla fine di Aureolo alla visita di Roma e del Senato (fine del 268-inizi del 269) | Dalla fine di Aureolo alla visita di Roma e del Senato (fine del 268-inizi del 269) |
| Immagine                                                                            | Valore                                                                              | Dritto                                                                              | Rovescio | Datazione | Peso; diametro                                                                      | Catalogazione                                                                       |
| ----------------------------------------------------------------------------------- | ----------------------------------------------------------------------------------- | ----------------------------------------------------------------------------------- | --- | --- | ----------------------------------------------------------------------------------- | ----------------------------------------------------------------------------------- |
|                                                                                     | antoniniano                                                                         | IMP CLAVDIVS P(ius) F(elix) AVG, testa radiata e busto con drappeggio e corazza.    | VICTORIA AUG, la Vittoria che vanza verso destra, tiene una palma nella mano sinistra ed una corono nella destra; una "S" in esergo.                                                                   | settembre 268/gennaio 269 (potrebbe riferirsi alla fine di Aureolo ed alla pace ritrovata)                                       | 18 mm, 2.74 g, 12 h seconda officina, prima emissione della zecca di Mediolanum;    | RIC V 171; Venèra 9109-53.                                                          |
|                                                                                     | antoniniano                                                                         | IMP CLAVDIVS P(ius) F(elix)] AVG, testa radiata e busto con drappeggio e corazza.   | AEQUITAS AVG, l'Aequitas in piedi verso sinistra tien una bilancia ed una cornucopia: una "S" in esergo.                                                                                               | settembre 268/gennaio 269 | 20mm, 4.00 g seconda officina della zecca di Mediolanum;                            | RIC V 137; Cohen 12.                                                                |
|                                                                                     | antoniniano                                                                         | IMP CLAVDIVS P(ius) F(elix) AVG, testa radiata e busto con drappeggio e corazza.    | FELIC TEMPO, La dea Felicitas in piedi di fronte, tiene un caduceus e uno scettro; T. | settembre 268/gennaio 269 | 19 mm, 5,03 g, 11h (3° officina), zecca di Mediolanum;                              | RIC V 145; Normanby 1016.                                                           |
|                                                                                     | antoniniano                                                                         | IMP C CLAVDIVS AVG, testa radiata e busto con drappeggio e corazza di Claudio.      | ADVENTVS AVG, Claudio a cavallo verso sinistra, tiene uno scettro ed alza la mano. | settembre/novembre 268 (l'imperatore è prossimo a raggiungere Roma, omaggiato dal Senato)                                        | 21 mm, 3.17 g, 5 h prima emissione della zecca di Roma antica;                      | RIC V 13; Mairat 65-8; Normanby 592.                                                |
|                                                                                     | antoniniano                                                                         | IMP C CLAVDIVS AVG, testa radiata e busto con drappeggio e corazza di Claudio.      | ANNONA AVG, Annona in piedi verso sinistra, il piede destro su una prua, tiene del grano ed delle cornucopiae.                                                                                         | settembre 268/gennaio 269 (l'imperatore giunto a Roma, omaggia il Senato e il popolo romano con gratuite distribuzioni di grano) | 2,32 g zecca di Roma antica;                                                        | RIC V pt. 1, 18 var. (tipo busto); Giard 6762; Cohen 21 var. (stesso).              |
|                                                                                     | antoniniano                                                                         | IMP C CLAVDIVS AVG, testa radiata e busto con drappeggio e corazza di Claudio.      | LIBER-ALITAS AVG, la Liberalitas in piedi di fronte, la testa verso sinistra, tiene una cornucopia nella mano sinistra ed una tessera nella destra (vengono distribuiti congiaria alla plebe di Roma). | settembre 268/gennaio 269 (l'imperatore giunto a Roma, omaggia il Senato e il popolo romano con gratuite distribuzioni di grano) | 19 mm, 3.18 g, 12 h, zecca di Roma antica, seconda emissione, prima fase;           | RIC V 57; Venèra 5936-5994.                                                         |
| N.B.: Qui sopra alcuni esempi.                                                      |                                                                                     |                                                                                     | | |                                                                                     |                                                                                     |

#### Guerre lungo illimessettentrionale
Divenuto imperatore, respinse un'invasione di Alemanni verso gli inizi del 269, meritandosi il titolo vittorioso di Germanicus Maximus, e poco dopo si recò lungo il fronte del basso danubio per respingere una precedente invasione di Goti ottenendo una schiacciante vittoria presso Naisso ed ottenendo il titolo di Gothicus Maximus.
| Invasioni barbariche: combatte prima gli Alemanni (inizi del 269) e poi i Goti (metà/fine del 269) | Invasioni barbariche: combatte prima gli Alemanni (inizi del 269) e poi i Goti (metà/fine del 269) | Invasioni barbariche: combatte prima gli Alemanni (inizi del 269) e poi i Goti (metà/fine del 269)          | Invasioni barbariche: combatte prima gli Alemanni (inizi del 269) e poi i Goti (metà/fine del 269)                                                                  | Invasioni barbariche: combatte prima gli Alemanni (inizi del 269) e poi i Goti (metà/fine del 269)                                                       | Invasioni barbariche: combatte prima gli Alemanni (inizi del 269) e poi i Goti (metà/fine del 269) | Invasioni barbariche: combatte prima gli Alemanni (inizi del 269) e poi i Goti (metà/fine del 269) |
| Immagine                                                                                           | Valore                                                                                             | Dritto | Rovescio | Datazione | Peso; diametro                                                                                     | Catalogazione                                                                                      |
| -------------------------------------------------------------------------------------------------- | -------------------------------------------------------------------------------------------------- | --- | --- | --- | -------------------------------------------------------------------------------------------------- | -------------------------------------------------------------------------------------------------- |
| | antoniniano                                                                                        | IMP CLAVDIVS P(ius) F(elix) AVG, testa radiata e busto con drappeggio e corazza.                            | FIDE-S M-ILIT, la Fides in piedi di fronte, la testa verso sinistra, tiene due insegne militari (signa); in esergo "S"(ecunda oficina).                             | 269, la fedeltà degli eserciti all'imperatore Claudio, da mettere in relazione alla guerra contro gli Alemanni oppure a quella successiva contro i Goti; | 19 mm, 3.55 g, 6 h (2° officina, seconda emissione, zecca di Mediolanum);                          | RIC Claudius Gothicus, V 149; Venèra 9251-9277.                                                    |
| | antoniniano                                                                                        | IMP CLAVDIVS P(ius) F(elix) AVG, testa radiata e busto con drappeggio e corazza.                            | PA-X A-VG, la dea Pax avanza verso sinistra, tiene uno scettro di traverso nella sinistra ed un ramoscello d'olivo nella destra; una "T"(ertia officina) in esergo. | 269, forse da mettere in relazione alla pace prima della guerra contro gli Alemanni;                                                                     | 19 mm, 3.67 g, 5 h (3° officina, seconda emissione, zecca di Mediolanum);                          | RIC Claudius Gothicus, V 157; Venèra 9302-9363.                                                    |
| | antoniniano                                                                                        | IMP CLAVDIVS P(ius) F(elix) AVG, testa radiata e busto con drappeggio e corazza.                            | VIRTVS AVG, Marte che avanza verso destra, tiene un trofeo con la mano sinistra e una lancia di traverso con la mano destra; in esergo "P"(rima oficina).           | gennaio/estate del 269, da mettere in relazione alla guerra contro gli Alemanni oppure a quella successiva contro i Goti;                                | 19 mm, 3.41 g, 6 h (1° officina, seconda emissione, zecca di Mediolanum);                          | RIC Claudius Gothicus, V 172; Cohen 315; Venèra 9206-36.                                           |
| | antoniniano                                                                                        | IMP CLAVDIVS P(ius) F(elix)? AVG, testa dell'imperatore Claudio il Gotico verso destra che indossa corazza; | VICTOR GERMAN(ica), è rappresentato un trofeo con ai suoi piedi due prigionieri germani (Alemanni).                                                                 | 269 | 3.08 g, 12 h (Zecca di Cizico);                                                                    | RIC, Claudius Gothicus, V 247.                                                                     |
| | antoniniano                                                                                        | IMP CLAVDIVS P(ius) F(elix)? AVG, testa dell'imperatore verso destra che indossa corazza;                   | VICTORIAE GOTHIC, è rappresentato un trofeo con ai suoi piedi due prigionieri goti.                                                                                 | 269/270 | 19 mm, 4.68 g, 1 h (Zecca di Cizico);                                                              | RIC, Claudius Gothicus, V, 252.                                                                    |
| N.B.: Qui sopra alcuni esempi.                                                                     | | | | | | |

#### Il fratello Quintillo eredita l'Impero
Secondo quanto ci tramanda la Historia Augusta, Quintillo, dopo aver assunto il potere imperiale, con il consenso sentatoriale, morì dopo soli diciassette giorni di regno (o secondo altri, venti):
(Historia Augusta, Divus Aurelianus, 37.5-6)
| Quintillo, fratello di Claudio, nuovo Augusto | Quintillo, fratello di Claudio, nuovo Augusto | Quintillo, fratello di Claudio, nuovo Augusto                                                                            | Quintillo, fratello di Claudio, nuovo Augusto                                                                       | Quintillo, fratello di Claudio, nuovo Augusto | Quintillo, fratello di Claudio, nuovo Augusto                                    | Quintillo, fratello di Claudio, nuovo Augusto              |
| Immagine                                      | Valore                                        | Dritto | Rovescio | Datazione                                     | Peso; diametro                                                                   | Catalogazione                                              |
| --------------------------------------------- | --------------------------------------------- | --- | --- | --------------------------------------------- | -------------------------------------------------------------------------------- | ---------------------------------------------------------- |
|                                               | antoniniano                                   | IMP QVINTILLVS AVG, testa dell'imperatore Quintillo con corona radiata verso destra, che indossa corazza con drappeggio; | FIDES MILIT(um), la Fides in piedi di fronte, la testa girata verso sinistra, tiene due insegne; una "S" in esergo. | 270                                           | 19 mm, 2.86 g, 12 h (Zecca di Mediolanum, seconda officina e seconda emissione); | RIC, Quintillus, 52; Huvelin 26; Cohen 25; Braithwell 136. |
|                                               | antoniniano                                   | IMP QVINTILLVS AVG, testa dell'imperatore Quintillo con corona radiata verso destra con drappeggio;                      | DIANA LV-CIF, Diana in piedi verso destra con una lunga torcia; una "P" in esergo.                                  | 270                                           | (Zecca di Mediolanum);                                                           | RIC, Quintillus, 49, Cohen 19.                             |
| N.B.: Qui sopra alcuni esempi.                |                                               | | |                                               |                                                                                  |                                                            |

## Aureliano (270-275)

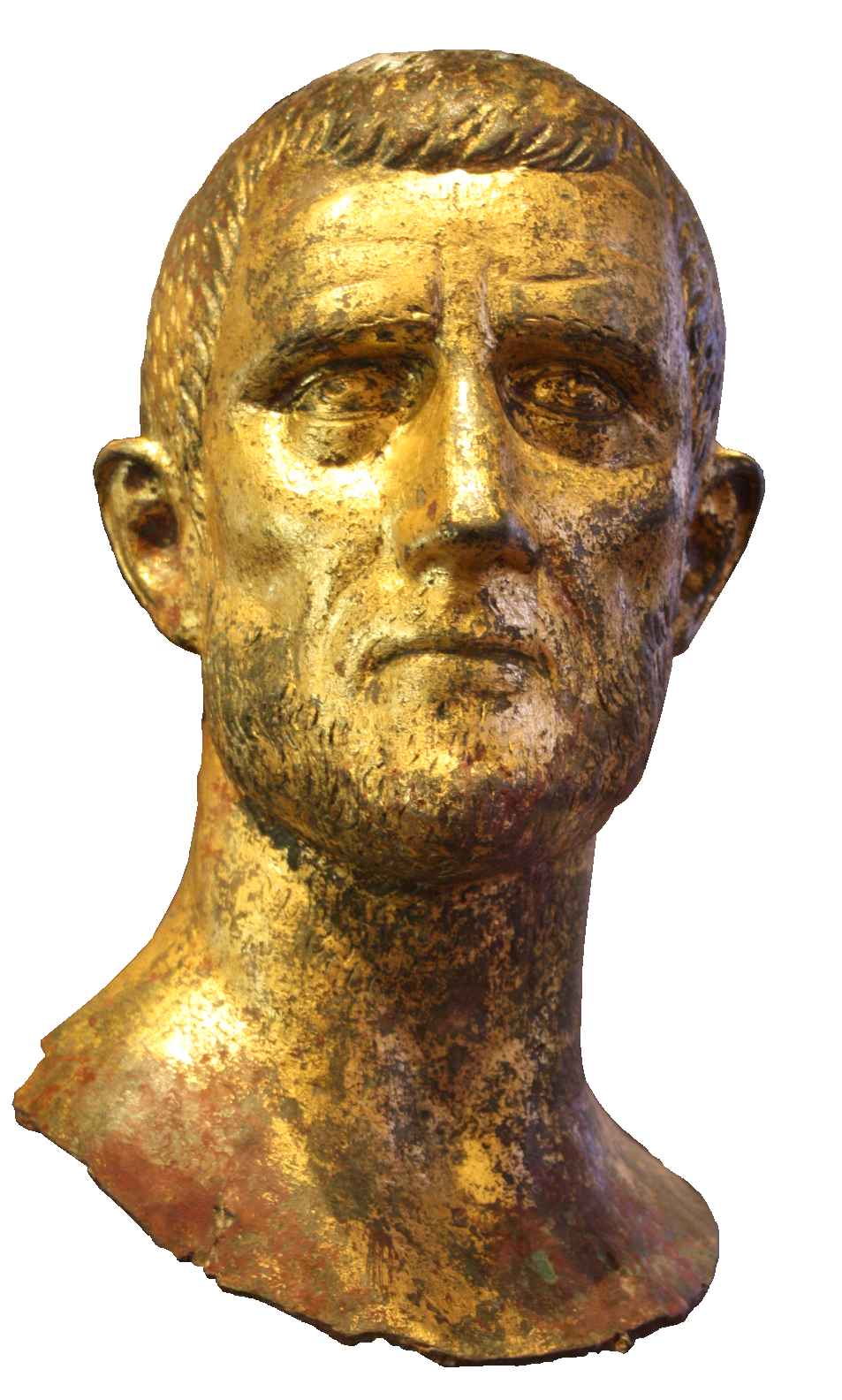
Possibile ritratto di Aureliano (o di Claudio il Gotico) in bronzo dorato dal Museo di Santa Giulia di Brescia.

Lucio Domizio Aureliano, originario di Sirmium, fu imperatore dal 270 alla sua morte, in seguito ad una congiura nel 275. Militare di carriera, fu elevato alla porpora dai soldati, e dai soldati fu ucciso dopo appena cinque anni di regno.
Malgrado la brevità del suo regno, riuscì a portare a termine dei compiti decisivi affinché l'Impero romano superasse la grave crisi del terzo secolo: frenò una serie di invasioni da parte dei barbari, in particolare quella degli Alemanni che si erano spinti fino a Fano; ricompose l'unità dell'Impero, che rischiava di frantumarsi in tre parti tra loro ostili, sottomettendo Zenobia di Palmira e Tetrico nelle Gallie; elevò una cinta muraria attorno a Roma, che ne prese il suo nome; interruppe e invertì la tendenza alla svalutazione monetaria che stava danneggiando l'economia dell'impero, riformado l'intero sistema monetario imperiale.
| Titolatura imperiale  | Numero di volte  | Datazione evento |
| --------------------- | ---------------- | --- |
| Tribunicia potestas   | 6 volte:         | la prima nel 270, poi rinnovata ogni anno al 10 dicembre. |
| Consolato             | 3 volte:         | nel 271, 274 e 275. |
| Titoli vittoriosi     |                  | Sarmaticus maximus (nel 270?), Germanicus Maximus (nel 270-271), Gothicus Maximus (nel 271-272), Adiabenicus (nel 271-272?), Arabicus (nel 272), Palmyrenus Maximus (nel 272), Dacicus Maximus (nel 272), Parthicus Maximus (nel 272-273), Persicus Maximus (nel 272-273), Carpicus Maximus (nel 273), Restitutor orbis (nel 274), Britannicus Maximus (nel 270-275?). |
| Salutatio imperatoria | almeno 13 volte: | la prima al momento della assunzione del potere imperiale, dalla seconda in poi con l'assunzione dei vari titoli vittoriosi. |
| Altri titoli          |                  | Dominus, Pontifex Maximus, Pater Patriae, Victoriosus, Pius, Felix, Proconsul e Invictus (o Invictissimus) a partire dal 270. |

### Riforma monetaria
Aureliano mise in atto una nuova riforma monetaria, attuata attorno al 274 allo scopo di risolvere il periodo di crisi del III secolo, denominato dell'anarchia militare, iniziato con la fine della dinastia dei Severi (nel 235), che aveva comportato pesanti conseguenze economiche e sociali. Aureliano era intenzionato a cercare di frenare la svalutazione della moneta agendo principalmente su due leve: sul valore dei nominali e sull'organizzazione delle zecche, che si erano affiancate a quella principale di Roma. Si trattava di una serie ridotta di zecche imperiali, create durante il periodo della crisi del III secolo e collocate soprattutto in posizioni strategiche.

### Tematiche principali

#### Guerre lungo illimessettentrionale
Una volta divenuto imperatore nel 270, Aureliano fu subito costretto a fare i conti con i numerosi sfondamenti del limes danubiano da parte delle popolazioni germanico-sarmatiche. La più grossa di queste minacce si verificò dopo pochi mesi di regno, quando un'importante invasione congiunta di Alemanni, Marcomanni e forse di alcune bande di Iutungi, penetrò fino in Italia. Aureliano, costretto ad accorrere in soccorso del cuore imperiale, se inizialmente fu sconfitto dalla coalizione dei barbari presso Piacenza, in seguito ottenne la resa e la cacciata di queste popolazioni che si erano spinte fin nelle Marche.
| Invasioni barbariche del 270-271 | Invasioni barbariche del 270-271 | Invasioni barbariche del 270-271                                                                                         | Invasioni barbariche del 270-271 | Invasioni barbariche del 270-271 | Invasioni barbariche del 270-271                                  | Invasioni barbariche del 270-271                                                                                     |
| Immagine                         | Valore                           | Dritto | Rovescio | Datazione                        | Peso; diametro                                                    | Catalogazione |
| -------------------------------- | -------------------------------- | --- | --- | -------------------------------- | ----------------------------------------------------------------- | --- |
|                                  | aureo                            | IMP C L DOM AVRELIANVS P F AVG, testa laureata e busto con corazza verso destra, indossa un'aegis (armatura di Minerva); | V-IRTVS AVG, Marte avanza verso destra, tiene una lancia in avanti ed un trofeo sopra la spalla sinistra; ai piedi un prigioniero legato seduto verso destra. | 271/272                          | 21 mm, 4,70 g, 6h; Zecca di Mediolanum (Milano), terza emissione; | Cfr. RIC V 15 (Roma) e 182 (Siscia); MIR 47, 127p0 (8) = Calicó 4050 (questa moneta); cf. BN 424-435; cf. Cohen 269. |
| N.B.: Qui sopra alcuni esempi.   |                                  | | |                                  |                                                                   | |

#### Abbandono della Dacia traianea (271-274)
Quando Aureliano subentrò a Claudio il Gotico nell'impero (estate del 270), la situazione nella provincia d'oltre Danubio era ormai irrimediabilmente compromessa e prossima all'abbandono definitivo, come accadde tra il 271 ed il 274.
| Abbandono della Dacia traiana (271-274) | Abbandono della Dacia traiana (271-274) | Abbandono della Dacia traiana (271-274)                                                                     | Abbandono della Dacia traiana (271-274) | Abbandono della Dacia traiana (271-274) | Abbandono della Dacia traiana (271-274)                                             | Abbandono della Dacia traiana (271-274) |
| Immagine                                | Valore                                  | Dritto | Rovescio | Datazione                               | Peso; diametro                                                                      | Catalogazione                           |
| --------------------------------------- | --------------------------------------- | --- | --- | --------------------------------------- | ----------------------------------------------------------------------------------- | --------------------------------------- |
|                                         | antoniniano                             | IMP AVR E LIANVS AVG, testa radiata busto con corazza verso destra, indossa un'aegis (armatura di Minerva); | DAC-IA FELIX, la Dacia in piedi di fronte, la mano destra tiene un bastone sormontato da una testa di un draco con drappeggio; in esergo una "S"(ecunda). | Dicembre 270/gennaio 271                | 20 mm, 4.29 g, 5h; Zecca di Mediolanum (Milano), seconda officina, prima emissione; | RIC V 108; BN 362; Venèra 1557.         |
| N.B.: Qui sopra alcuni esempi.          |                                         | | |                                         |                                                                                     |                                         |

#### Fine del Regno di Palmira e dell'Impero delle Gallie (272-274)
Con le campagne in oriente Aureliano condusse le sue armate contro la regina di Palmira Zenobia, la quale aveva usurpato il titolo del marito, corrector Orientis e staccato di fatto tutte le province orientali (Cilicia, Siria, Mesopotamia, Cappadocia ed Egitto) dall'Impero centrale. Per il suo trionfo Aureliano venne ricordato non solo come Palmyrenicus maximus, ma anche come Adiabenicus, Parthicus maximus, Persicus maximus, ma soprattutto come Restitutor orbis, in quanto era riuscito nell'impresa di riunificare l'Impero sconfiggendo gli usurpatori prima di Palmira e poi delle Gallie.
| Riunificazione dell'Impero romano con la sconfitta di Zenobia (in Oriente) e Tetrico (in Occidente) | Riunificazione dell'Impero romano con la sconfitta di Zenobia (in Oriente) e Tetrico (in Occidente) | Riunificazione dell'Impero romano con la sconfitta di Zenobia (in Oriente) e Tetrico (in Occidente)         | Riunificazione dell'Impero romano con la sconfitta di Zenobia (in Oriente) e Tetrico (in Occidente)                                                                            | Riunificazione dell'Impero romano con la sconfitta di Zenobia (in Oriente) e Tetrico (in Occidente) | Riunificazione dell'Impero romano con la sconfitta di Zenobia (in Oriente) e Tetrico (in Occidente) | Riunificazione dell'Impero romano con la sconfitta di Zenobia (in Oriente) e Tetrico (in Occidente) |
| Immagine                                                                                            | Valore                                                                                              | Dritto | Rovescio | Datazione                                                                                           | Peso; diametro                                                                                      | Catalogazione                                                                                       |
| --------------------------------------------------------------------------------------------------- | --------------------------------------------------------------------------------------------------- | --- | --- | --------------------------------------------------------------------------------------------------- | --------------------------------------------------------------------------------------------------- | --------------------------------------------------------------------------------------------------- |
| | antoniniano                                                                                         | IMP AVRELIANVS AVG, testa laureata e busto con corazza e drappeggio verso destra di Aureliano; in esergo Δ; | VABALATHVS VCRIMDR (forse il significato è: Valabathvs V[ice]C[aesar]R[omani]IM[peri]D[estinatvs]R[ector]), testa laureata con drappeggio e corazza verso destra di Vaballato. | Novembre 270/Marzo 272                                                                              | 19 mm, 3,68 g, 11 h; Zecca di Antiochia, quarta officina, prima emissione;                          | RIC V 381 corr.; BN 1246.                                                                           |
| | Antoniniano                                                                                         | IMP C AVRE L IANVS AVG, testa radiata e busto con corazza.                                                  | ORIENS AVG, il Sole avanza verso sinistra, calpestando il prigioniero di sinistra legato sotto di lui, tiene nella mano sinistra un globo; T M.                                | primavera 274                                                                                       | 23mm, 3,56 g, 12h (3° officina)                                                                     | RIC V, 150; BN 567-8.                                                                               |
| | Antoniniano                                                                                         | IMP AVRELIANVS AVG, testa radiata e busto con corazza.                                                      | ORIENS AVG, ORIENS AVG, il Sole avanza verso destra con un ramo di alloro ed un arco, calpestando un prigioniero, una stella sulla sinistra; in sesergo XXI R.                 | 274/275                                                                                             | (zecca di Roma antica)                                                                              | RIC 54, Cohen 159.                                                                                  |
| | denario                                                                                             | IMP AVRELIANVS AVG, testa laureata e busto con corazza e drappeggio verso destra di Aureliano;              | VICT-O-RI-A AVG, la Vittoria che avanza verso sinistra, tiene una corona ed una palma; a sinistra sotto un prigioniero seduto verso sinistra, Є in esergo.                     | 275                                                                                                 | 19 mm, 2,52 g, 12 h; Zecca di Roma antica, quinta officina, 11-esima emissione;                     | RIC V 73; MIR 47, 139f5; BN 283.                                                                    |
| N.B.: Qui sopra alcuni esempi.                                                                      | | | | | | |

#### Aureliano e Ulpia Severina: concordia Augustorum
| Aureliano e Ulpia Severina     | Aureliano e Ulpia Severina | Aureliano e Ulpia Severina                                                                               | Aureliano e Ulpia Severina | Aureliano e Ulpia Severina | Aureliano e Ulpia Severina                                                     | Aureliano e Ulpia Severina     |
| Immagine                       | Valore                     | Dritto                                                                                                   | Rovescio | Datazione                  | Peso; diametro                                                                 | Catalogazione                  |
| ------------------------------ | -------------------------- | --- | --- | -------------------------- | ------------------------------------------------------------------------------ | ------------------------------ |
|                                | sesterzio                  | IMP AVRELIANVS AVG, testa con corona radiata e busto con corazza e drappeggio verso destra di Aureliano; | SEVERINA AVG, Ulpia Severina con diadema e busto con drappeggio verso destra. | 274                        | 28 mm, 17,05 g; Zecca di Roma antica;                                          | RIC V 1; MIR 47, 143; Cohen 1. |
|                                | dupondio                   | IMP AVRELIANVS AVG, testa con corona radiata e busto con corazza e drappeggio verso destra di Aureliano; | SEVERINA AVG, Ulpia Severina con diadema e busto con drappeggio verso destra. | 275                        | 30 mm, 12,92 g, 6 h; Zecca di Roma antica. 11-esima emissione;                 | RIC V 2; BN 323-6.             |
|                                | asse                       | IMP AVRELIANVS AVG, testa laureata e busto con corazza e drappeggio verso destra di Aureliano;           | CONCORDIA AVG(ustorum), Ulpia Severina e Aureliano, tengono uno scettro, uno di fronte all'altro e si stringono la mano destra; tra di loro in alto una testa radiata del Sol Invictus verso destra; in esergo una Γ. | 275                        | 26 mm, 9,02 g, 12 h; Zecca di Roma antica, terza officina, 11-esima emissione; | RIC V 80; BN 303.              |
| N.B.: Qui sopra alcuni esempi. |                            | | |                            |                                                                                |                                |

## Marco Claudio Tacito (275-276)

### Tematiche principali
| Tacito                         | Tacito | Tacito | Tacito | Tacito    | Tacito                                      | Tacito |
| Immagine                       | Valore | Dritto | Rovescio | Datazione | Peso; diametro                              | Catalogazione |
| ------------------------------ | ------ | --- | --- | --------- | ------------------------------------------- | --- |
|                                | aureo  | IMP C M CL TACITVS AVG, testa laureata e busto con corazza e drappeggio verso destra di Marco Claudio Tacito, successore di Aureliano; | P M TB P VI COS II P P, Marte avanza verso destra, tiene una lancia in avanti ed un trofeo sopra la spalla sinistra; in esergo un punto. | 275-276   | 6,56 g; Zecca di Tripolis-Tripoli (Libano); | Cfr. Estiot, "Aurélian et Tacite: Monnaies d'or et faux modernes," BSFN 9 (1990), fig. 4 (stesso stampo sul rovescio). |
| N.B.: Qui sopra alcuni esempi. |        | | |           |                                             | |

## Marco Annio Floriano (276)

### Tematiche principali
| Floriano                       | Floriano    | Floriano | Floriano | Floriano  | Floriano                   | Floriano         |
| Immagine                       | Valore      | Dritto | Rovescio | Datazione | Peso; diametro             | Catalogazione    |
| ------------------------------ | ----------- | --- | --- | --------- | -------------------------- | ---------------- |
|                                | Antoniniano | IMP C M AN FLORIANVS PF AUG, testa radiata dell'Imperatore Marco Annio Floriano e busto con corazza e drappeggio verso destra. | AETERNITAS AVG, un Ercole nudo in piedi verso sinistra, tiene una mazza ed una pelle di leone, mentre poggia sulla testa di Floriano una corona di alloro, in abiti militari, tiene una lancia con la punta verso il basso e una spada nel fodero. | 276       | 3.90 g (zecca di Lugdunum) | RIC V Florianus. |
| N.B.: Qui sopra alcuni esempi. |             | | |           |                            |                  |

## Marco Aurelio Probo (276-282)

### Tematiche principali
| Marco Aurelio Probo            | Marco Aurelio Probo | Marco Aurelio Probo | Marco Aurelio Probo | Marco Aurelio Probo                                                                | Marco Aurelio Probo                                       | Marco Aurelio Probo |
| Immagine                       | Valore              | Dritto | Rovescio | Datazione                                                                          | Peso; diametro                                            | Catalogazione |
| ------------------------------ | ------------------- | --- | --- | ---------------------------------------------------------------------------------- | --------------------------------------------------------- | --- |
|                                | Antoniniano         | IMP C M PROBUS AUG, testa radiata dell'Imperatore Marco Aurelio Probo e busto con corazza verso destra.                                                                  | FELICITAS [...], la Felicità in piedi verso sinistra, tiene una cornucopia e un caduceo; in esergo S(ecunda) XX T. | 276                                                                                | 23 mm, 3.57 gr, 12 h (zecca di Ticinum, seconda officina) | RIC V 359; Pink VI/1, p. 60.                                                                                                |
|                                | Antoniniano         | IMP C M PROBUS PF AUG, testa radiata dell'Imperatore Marco Aurelio Probo e busto con mantello e corazza verso sinistra, in mano uno scettro con un'aquila sulla sommità. | SOLI INVICTO, il Sole in quadriga verso sinistra; XXI T in esergo. | 276                                                                                | 23 mm, 4.13 g, 12 h (zecca di Ticinum)                    | RIC V 442; Pink VI/1. |
|                                | medaglione          | IMP PROBV-S P F AVG, testa laureata con corazza verso destra, tiene una lancia ed uno scudo decorato con scene di profectio;                                             | MON-ETA AV-G, le tre divinità delle Monetae in piedi di fronte, le teste rivolte verso sinistra, ognuna tiene in mano una bilancia nella destra con un sacchetto di monete ai piedi delle tre divinità, oltre ad una cornucopiae nella mano sinistra. | coniato probabilmente quando era a Roma, partente per il fronte nel 276 o nel 281. | 22,66 g;                                                  | Gnecchi II pg. 118, 24 and pl. 120, 5; Pink VI/I, pg. 59; Toynbee -; Dressel -; BMCREM pg. 74, 3; MRV -; MFA 77; Cohen 376. |
|                                | antoniniano         | IMP PROB VS AVG, testa con corona, indossa corazza; | VICTOR IA GERM, la Vittoria che avanza verso destra, due prigionieri germanici legati ai piedi della stessa, con la scritta sul fondo R A ed al centro una stella.                                                                                    | 25 mm, 3.91 g, coniato nel 278.                                                    | 22,66 g;                                                  | RIC, Marcus Aurelius Probus, V, 219. Pink VI/1 p. 56.                                                                       |
| N.B.: Qui sopra alcuni esempi. |                     | | |                                                                                    |                                                           | |

## Caro (282-283) ed i figli Carino (283-285) e Numeriano (283-284)

### Tematiche principali
| Caro, Carino e Numeriano       | Caro, Carino e Numeriano | Caro, Carino e Numeriano                                                                                      | Caro, Carino e Numeriano | Caro, Carino e Numeriano       | Caro, Carino e Numeriano                                              | Caro, Carino e Numeriano     |
| Immagine                       | Valore                   | Dritto | Rovescio | Datazione                      | Peso; diametro                                                        | Catalogazione                |
| ------------------------------ | ------------------------ | --- | --- | ------------------------------ | --------------------------------------------------------------------- | ---------------------------- |
|                                | Antoniniano              | IMP NUMERIANUS PF AUG, testa radiata dell'Imperatore Numeriano e busto con corazza e drappeggio verso destra. | PROVIDENT(ia) AUGG(ustorum), la Provvidenza in piedi verso sinistra, triene una cornucopia e una spiga di grano sopra un modio verso sinistra; in esergo VI (oficina) XXI. | metà del 283                   | 22 mm, 3.82 g, 6 h (zecca di Ticinum, sesta officina)                 | RIC V 447; Pink VI/2, p. 29. |
|                                | Antoniniano              | DIVO CARO PARTHICO, testa radiata dell'Imperatore Marco Aurelio Caro e busto con drappeggio verso destra.     | CONSECRATIO AVG, un'aquila in piedi verso destra la testa girata verso sinistra; in esergo A//SMSXXI.                                                                      | 284 sotto Marco Aurelio Carino | 21 mm, 3.63 g, 7 h (zecca di Siscia, sesta emissione, prima officina) | RIC V 112; Pink VI/2, p. 48. |
| N.B.: Qui sopra alcuni esempi. |                          | | |                                |                                                                       |                              |